# Altocumulus castellanus
Un altocumulus castellanus (du latin castellanus, château) est un nuage de type castellanus de l'étage moyen (2 à 6 km d'altitude) qui se distingue par les tours multiples se formant à son sommet. Le nom vient du fait que ces tours ressemblent aux créneaux des châteaux médiévaux et elles indiquent un mouvement vertical convectif important à ce niveau,. Certains auteurs appellent ce nuage simplement un
castellatus.
Leur épaisseur varie entre 1 000 m et 6 000 m,.
Si leur sommet est formé de cristaux de glace, on pourrait appeler ces nuages altocumulonimbus (nom non officiel).

## Formation
Les altocumulus castellanus sont le signe d'une instabilité de l'air aux niveaux moyens de l'atmosphère qui s'étend sur une grande épaisseur. Dans ces conditions, l'air plus chaud à la base qu'au sommet d'altocumulus (et qui est moins dense) subit une poussée d'Archimède qui entraîne cet air vers le haut. L'humidité contenue dans ces parcelles d'air se condense quand le refroidissement adiabatique rend la parcelle saturée par rapport à la vapeur d'eau et forme le nuage. Le courant ascendant ne cessera que lorsque la température de l'air de la parcelle et de l'environnement s'équilibreront en altitude. Certains auteurs ne font pas de distinction précise entre des cumulus et des
altocumulus castellanus.
Ils affirment qu'il y a continuité entre les cumulus de beau temps résultant d'ascendances partant du sol et les altocumulus castellanus qui, stricto sensu, n'ont pas d'ascendance sous leur base.
Les figures ci-dessous montrent un exemple d'altocumulus de base particulièrement élevée à Norman (Oklahoma). Le sondage atmosphérique associé suggère que la base de ces nuages est aux environs de 4 km. Ces nuages ont été observés tôt le matin et le diagramme indique une  inversion de température marquée près du sol. Ces nuages correspondent à une advection d'air chaud aux niveaux moyens de l'atmosphère. 
Les altocumulus castellanus forment souvent une barre continue: icelle correspond à la crête d'un système d'ondes de gravité de faible amplitude engendrées par la topographie.
|                                                  |                               |
| Altocumulus castellanus ayant leur base à 4000 m | Sondage atmosphérique associé |

## Nomenclature
La définition de l'altocumulus castellanus est purement visuelle.
L'altocumulus castellanus a été défini dans l'Atlas international des nuages
dont la dernière édition officielle date de 1975. À cette époque, les satellites n'existaient pas et les nuages étaient observés visuellement. De nos jours, les satellites sillonnent la planète et les sondages atmosphériques sont monnaie courante. Scorer et Corfidi pensent que cette définition visuelle de l'altocumulus castellanus est obsolète et que les nuages devraient être définis suivant des caractères purement physiques.

## Temps associé
Les mouvements convectifs associés aux altocumulus castellanus se produisent dans le niveau moyen de l'atmosphère et correspondent à une instabilité potentiellement orageuse en altitude. Souvent, ces nuages sont des signes précurseurs d'orages à base élevée qui peuvent être violents,
et/ou de mauvais temps généralisé. De plus, les altocumulus castellanus, peuvent donner des averses et de la turbulence importante à cause du mouvement vertical important qui les créent. Si l'instabilité augmente, ces nuages peuvent se transformer en altocumulonimbus (officiellement cumulonimbus altocumulogenitus) et donner des orages voire en cumulonimbus ordinaires où les courants ascendants partent du sol. En effet, les altocumulonimbus engendrent des courants descendants et des rafales descendantes. Il se produit alors une instabilité au sol créée par ces courants descendants, ce même en présence de conditions stables initiales au niveau du sol. L'air en altitude devient alors plus froid et donc peut engendrer de l'instabilité dans les basses couches de l'atmosphère où l'air est encore relativement chaud. Dans certains cas extrêmes, ces courants descendants peuvent aller au-delà de leur point d'équilibre et donc l'air du courant descendant devient plus chaud que l'air environnant. On est alors en présence du phénomène du coup de chaleur.
Les altocumulus castellanus se développent ou s'intensifient souvent après le coucher du soleil alors que le sommet d'une couche d'altocumulus se refroidit par rayonnement infrarouge
et que sa base est réchauffée par la chaleur résiduelle du sol créant une situation instable. Par contre, la formation de ces nuages le matin est souvent le signe avant-coureur d'orages l'après-midi. En effet, comme il a été expliqué plus haut, le réchauffement diurne peut créer des conditions instables près de la surface qui seront surmontées par des conditions similaires au niveau moyen, le tout permettant à la convection à partir de la surface d'atteindre de grandes hauteurs.

## Vol à voile
Les altocumulus castellanus peuvent dégénérer en cumulonimbus qui peuvent être extrêmement dangereux (voir Dangers des cumulonimbus). Tom Bradbury développe le sujet dans son ouvrage Meteorology and Flight.
Un cumulus véritable de base élevée comme on en trouve dans l'ouest américain (voir supra) donnera de très bonnes conditions aérologiques pour la pratique du vol à voile tandis qu'un elevated cumulus (ou altocumulus castellanus) sera le plus souvent inexploitable car le courant ascendant ne se rend pas très loin sous le nuage. Toutefois, le mouvement vertical dans le nuage peut être très important si l'instabilité des niveaux moyens de la troposphère est grande, et parfois commencer à une certaine distance sous le nuage. Un planeur qui aurait atteint le niveau proche des bases de ces nuages, grâce à de la convection à plus basse altitude, pourrait l’exploiter. Cependant, les conditions nocturnes dans lesquelles ce développement se passe le plus souvent, comme mentionné antérieurement, sont défavorables à trouver de la convection à bas niveau. Les castellanus étant défavorables au vol à voile peuvent être identifiés facilement et sont surnommés en anglais « rocket clouds » (nuages en forme de fusée).

## Nuage vu d'avion
Au-dessous du nuage
Les altocumulus castellanus présentent une base plus ou moins horizontale et étendue ressemblant à celle des altocumulus en couche. Juste au-dessous du nuage, la visibilité est réduite par la présence de brume au-dessous de la base et la turbulence croît au fur et à mesure que l'on se rapproche de la base du nuage.
À l'intérieur des nuages
Les altocumulus castellanus ont la même composition que les autres espèces d'altocumulus et sont constitués principalement de gouttelettes d'eau avec quelques cristaux de glace. À l'intérieur du nuage, la turbulence est généralement forte et des décharges électriques peuvent s'y produire  ce qui fait que ces nuages pourraient être en fait des cumulonimbus à base élevée dont la dénomination non officielle est l'altocumulonimbus. En anglais, ces nuages sont eppelés Elevated cumulonimbus. Le givrage des aéronefs traversant ces nuages peut être sévère.
Au-dessus du nuage
Ces nuages ressemblent à des cumulus bien développés dont les bases seraient noyées dans une couche brumeuse ou nuageuse lisse ou ondulée. L'extension verticale de ces nuages est très variable. La hauteur de ces protubérances peut atteindre le stade du cumulus congestus voire du cumulonimbus et dans ce cas, on parlera de cumulonimbus altocumulogenitus ou plus simplement d'altocumulonimbus (appellation non officielle). Ces derniers peuvent donner lieu à des orages à haute altitude.